# Persone di nome Paolo/Calciatori
| Questa pagina contiene informazioni ricavate automaticamente dalle voci biografiche con l'ausilio del template Bio e di un bot. L'aggiornamento è periodico e automatico e ricostruisce completamente la pagina. Se manca una persona in questa lista, sei pregato di non aggiungerla, ma accertati piuttosto che la sua voce biografica contenga il template Bio e che i dati anagrafici siano correttamente compilati. Se il template Bio manca, inseriscilo tu stesso o, in alternativa, metti l'avviso {{tmp\|Bio}} che ne segnala la mancanza. Se i dati riportati sono sbagliati, correggi direttamente la voce biografica; le modifiche saranno visibili in questa lista entro pochi giorni. Per chiarimenti vedi il progetto antroponimi. La lista contiene solo le 115 persone che sono citate nell'enciclopedia e per le quali è stato implementato correttamente il template Bio. Pagina aggiornata al 22 lug 2025. |

Questa è una lista di persone presenti nell'enciclopedia che hanno il nome Paolo e sono calciatori.

## A(4)
- Paolo Acerbis, calciatore italiano (Clusone, n. 1981)
- Paolo Agabitini, ex calciatore italiano (Perugia, n. 1959)
- Paolo Agostini, ex calciatore italiano (Roma, n. 1976)
- Paolo Amadesi, calciatore italiano (La Spezia, n. 1902 - Torino, † 1978)

## B(12)
- Paolo Baldieri, ex calciatore italiano (Roma, n. 1965)
- Paolo Barbero, calciatore italiano (Vercelli, n. 1920)
- Paolo Barison, calciatore italiano (Vittorio Veneto, n. 1936 - Andora, † 1979)
- Paolo Bartolomei, calciatore italiano (Lucca, n. 1989)
- Paolo Benedetti, ex calciatore italiano (Pisa, n. 1961)
- Paolo Beni, ex calciatore e allenatore di calcio italiano (Firenze, n. 1937)
- Paolo Bernasconi, ex calciatore italiano (Uggiate-Trevano, n. 1938)
- Paolo Besana, calciatore italiano
- Paolo Bettolini, ex calciatore italiano (Binasco, n. 1930)
- Paolo Biancardi, ex calciatore italiano (Castelmassa, n. 1957)
- Paolo Borelli, ex calciatore italiano (Albano Laziale, n. 1958)
- Paolo Braca, ex calciatore italiano (Giulianova, n. 1944)

## C(11)
- Paolo Calione, calciatore uruguaiano (Canelones, n. 2006)
- Paolo Canazza Ronzan, calciatore italiano (Vicenza, n. 1913)
- Paolo Cardozo, ex calciatore uruguaiano (Montevideo, n. 1989)
- Paolo Carosi, calciatore e allenatore di calcio italiano (Tivoli, n. 1938 - Roma, † 2010)
- Paolo Ciclitira, calciatore italiano (Trieste, n. 1941 - Como, † 2019)
- Paolo Cimpiel, ex calciatore italiano (Pasiano di Pordenone, n. 1940)
- Paolo Ciucchi, ex calciatore italiano (Pelago, n. 1968)
- Paolo Colombo, calciatore italiano
- Paolo Conti, ex calciatore italiano (Riccione, n. 1950)
- Paolo Conti, ex calciatore sammarinese (n. 1971)
- Paolo Crucitti, ex calciatore italiano (Reggio Calabria, n. 1963)

## D(6)
- Paolo Dall'Oro, calciatore italiano (Ceggia, n. 1956 - Venezia, † 2022)
- Paolo De Grandi, calciatore italiano (Riva Valdobbia, n. 1916)
- Paolo de la Haza, calciatore peruviano (Lima, n. 1983)
- Paolo Di Canio, ex calciatore e allenatore di calcio italiano (Roma, n. 1968)
- Paolo Doni, ex calciatore italiano (Genova, n. 1965)
- Paolo Doto, calciatore italiano (Roma, n. 1958 - Varese, † 2016)

## E(1)
- Paolo Erba, calciatore italiano (Milano, n. 1931 - Peschiera Borromeo, † 2016)

## F(7)
- Paolo Farina, calciatore italiano (Olbia, n. 1939 - Porto Vecchio, † 2022)
- Paolo Fernandes, calciatore spagnolo (Saragozza, n. 1998)
- Paolo Ferrari, ex calciatore italiano (Camisano Vicentino, n. 1937)
- Paolo Ferraris, calciatore italiano (n. 1895)
- Paolo Ferro, ex calciatore italiano (Campobasso, n. 1959)
- Paolo Franceschelli, ex calciatore italiano (Grosseto, n. 1954)
- Paolo Frangipane, ex calciatore argentino (Buenos Aires, n. 1979)

## G(7)
- Paolo Garzelli, ex calciatore italiano (Livorno, n. 1945)
- Paolo Ghiglione, calciatore italiano (Voghera, n. 1997)
- Paolo Goltz, ex calciatore argentino (Hasenkamp, n. 1985)
- Paolo Grossi, ex calciatore italiano (Milano, n. 1985)
- Paolo Guajardo, calciatore cileno (Viña del Mar, n. 2003)
- Paolo Guaschino, ex calciatore italiano (Casale Monferrato, n. 1929)
- Paolo Guastalvino, calciatore e allenatore di calcio italiano (Perugia, n. 1979)

## J(1)
- Paolo Jacobini, calciatore e allenatore di calcio italiano (Roma, n. 1919 - Roma, † 2003)

## L(5)
- Paolo Lami, calciatore italiano (Collesalvetti, n. 1907 - Collesalvetti, † 1970)
- Paolo Langeri, calciatore italiano
- Paolo Lazzotti, calciatore italiano (Pietrasanta, n. 1941 - Firenze, † 2011)
- Mauricio Lemos, calciatore uruguaiano (Rivera, n. 1995)
- Paolo List, calciatore italiano (Casalbuttano ed Uniti, n. 1963 - Ripalta Cremasca, † 2016)

## M(16)
- Paolo Manfredini, ex calciatore italiano (Reggio Emilia, n. 1926)
- Paolo Manunza, ex calciatore italiano (Cagliari, n. 1955)
- Paolo Marcora, calciatore italiano (Busto Arsizio, n. 1932 - Dairago, † 2020)
- Paolo Mariani, ex calciatore italiano (Pietrasanta, n. 1954)
- Paolo Mariotti, ex calciatore sammarinese (San Marino, n. 1979)
- Paolo Martelli, calciatore italiano (Firenze, n. 1970 - San Mauro Pascoli, † 1999)
- Paolo Mastrantonio, ex calciatore italiano (Roma, n. 1967)
- Paolo Mazza, ex calciatore sammarinese (San Marino, n. 1961)
- Paolo Mazzeni, ex calciatore italiano (Taranto, n. 1958)
- Paolo Medina, calciatore messicano (Orizaba, n. 1999)
- Paolo Mentani, ex calciatore italiano (Cassano d'Adda, n. 1937)
- Paolo Misuri, ex calciatore italiano (Firenze, n. 1961)
- Paolo Montagna, ex calciatore sammarinese (Città di San Marino, n. 1976)
- Paolo Montanari, calciatore italiano (Reggio Emilia, n. 1944 - Reggio Emilia, † 2022)
- Paolo Morelli, ex calciatore italiano (Reggio Emilia, n. 1938)
- Paolo Mozzini, ex calciatore italiano (Reggio nell'Emilia, n. 1975)

## N(1)
- Paolo Nuti, ex calciatore italiano (Castelfranco di Sotto, n. 1944)

## P(10)
- Paolo Paganini, calciatore italiano (Vienna, n. 1901 - Vicenza, † 1984)
- Paolo Patrucchi, calciatore italiano (Mortara, n. 1908)
- Paolo Perini, calciatore italiano (Brescia, n. 1913 - Manerbio, † 2001)
- Paolo Perugi, calciatore italiano (Pistoia, n. 1965 - Montale, † 2009)
- Paolo Pestrin, calciatore italiano (San Giorgio di Nogaro, n. 1936 - † 2009)
- Paolo Petitti, ex calciatore italiano (Latina, n. 1966)
- Paolo Petraz, ex calciatore italiano (Cordovado, n. 1949)
- Paolo Piacco, calciatore italiano (Vercelli, n. 1887 - Vercelli, † 1960)
- Paolo Piras, ex calciatore italiano (Oristano, n. 1951)
- Paolo Piubelli, ex calciatore italiano (Negrar, n. 1972)

## R(9)
- Paolo Ramora, ex calciatore italiano (Nocera Inferiore, n. 1980)
- Paolo Ravano, calciatore italiano (Quinto al Mare, n. 1888 - Genova, † 1959)
- Paolo Reyna, calciatore peruviano (Tacna, n. 2001)
- Paolo Rosi, ex calciatore italiano (Viareggio, n. 1954)
- Paolo Rossi, calciatore italiano (Prato, n. 1956 - Siena, † 2020)
- Paolo Rossi, calciatore italiano (Chiavari, n. 1879 - Genova, † 1944)
- Paolo Rostagno, calciatore italiano (La Spezia, n. 1920 - La Spezia, † 2004)
- Paolo Rozzio, calciatore italiano (Savigliano, n. 1992)
- Paolo Ruini, calciatore italiano (Pieve di Trebbio, n. 1893 - Basso Adriatico all'altezza di Valona, † 1916)

## S(11)
- Paolo Sabak, calciatore belga (Malines, n. 1999)
- Paolo Sacchetti, ex calciatore italiano (Cesenatico, n. 1965)
- Paolo Scheidler, calciatore italiano (Milano, n. 1891 - Milano, † 1977)
- Paolo Sciaccaluga, ex calciatore italiano (Casella, n. 1971)
- Paul Scurti, ex calciatore italiano (Spoltore, n. 1951)
- Paolo Signorelli, calciatore italiano (Treviglio, n. 1939 - Treviglio, † 2018)
- Paolo Silvestri, calciatore italiano (Livorno, n. 1905 - Livorno, † 1968)
- Paolo Sirena, calciatore italiano (Treviso, n. 1945 - Verona, † 2025)
- Paolo Sollier, ex calciatore e allenatore di calcio italiano (Chiomonte, n. 1948)
- Paolo Strati, calciatore italiano (La Spezia, n. 1907)
- Paolo Sturzenegger, calciatore svizzero (Rosario, n. 1902 - Lugano, † 1970)

## T(5)
- Paolo Tabanelli, calciatore e allenatore di calcio italiano (Faenza, n. 1915 - Genova, † 2000)
- Paolo Timossi, calciatore italiano
- Paolo Tornaghi, ex calciatore italiano (Garbagnate Milanese, n. 1988)
- Paul Trimboli, ex calciatore e ex giocatore di calcio a 5 australiano (Melbourne, n. 1969)
- Paolo Tusino, ex calciatore italiano (Torino, n. 1960)

## V(6)
- Paolo Vaini, ex calciatore italiano (Mantova, n. 1938)
- Paolo Vannucci, calciatore italiano (Carrara, n. 1913 - Carrara, † 1975)
- Paolo Vernazza, ex calciatore inglese (Londra, n. 1979)
- Paolo Viganò, calciatore italiano (Seregno, n. 1950 - Seregno, † 2014)
- Paolo Vigna, calciatore italiano (Torino, n. 1902 - † 1987)
- Paolo Vivar, ex calciatore cileno (Ovalle, n. 1977)

## Y(1)
- Paolo Yrizar, calciatore messicano (Santiago de Querétaro, n. 1997)

## Z(2)
- Paolo Daniele Zanotti, ex calciatore sammarinese (n. 1964)
- Paolo Ziliani, ex calciatore italiano (Romanshorn, n. 1971)